# Juris Vectirāns

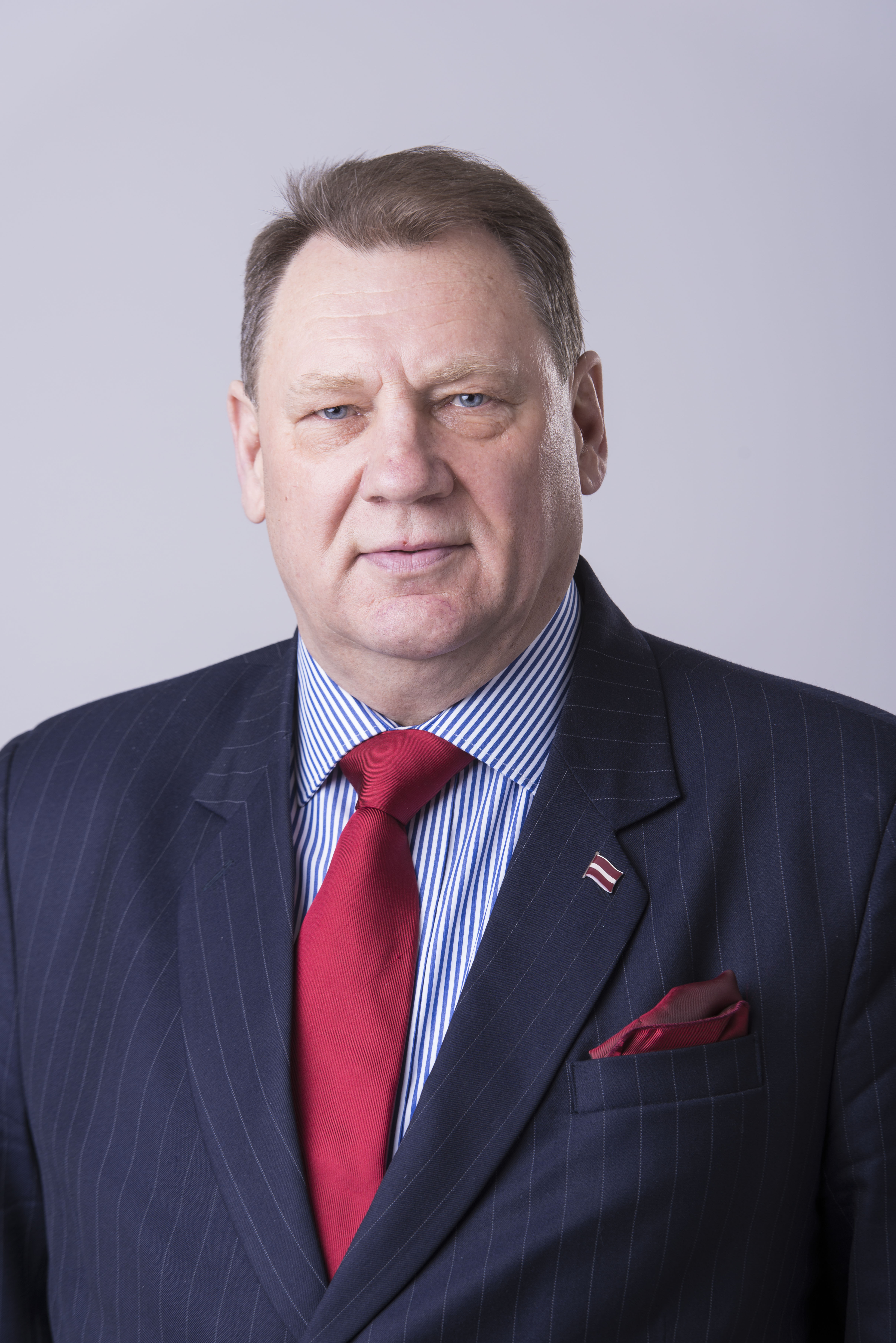
Juris Vectirāns (2014)

Juris Vectirāns (* 16. Oktober 1953 in Jaunjelgava) ist ein lettischer Politiker und ehemaliger Brigadegeneral.

## Leben
Juris Vectirāns wurde 1953 als zweiter Sohn von Ēriks und Erna Vectirāns in einer Kleinstadt südöstlich von Riga geboren. Als er 10 Jahre alt war, starb sein Vater, so dass sein Großvater zu einem prägenden Faktor für ihn wurde. So diente Vectirāns zunächst nicht in der Armee, entschied sich nach seinem Schulabschluss aber für einen Dienst bei den Spezialkräften des Innenministeriums.

### Militär
Zur Zeit des Wiedererwachens des lettischen Nationalbewusstseins diente er im lettischen Innenministeriums und sprach sich für die Wiederherstellung der staatlichen Unabhängigkeit des Landes aus. Im Jahr 1989 schloss er sich den neu entstehenden Freiwilligenverbänden an, aus denen sich später die Nationalen Streitkräfte Lettlands entwickeln sollten. Nach der Proklamation der Unabhängigkeitserklärung des Staates half er beim Aufbau der neu eingerichteten staatlichen Verteidigungsstrukturen und übernahm dort verschiedene Führungsfunktionen. Nebenher besuchte Vectirāns verschiedene Aufbaustudiengänge im Ausland. Während dieser Tätigkeit für die Nationalen Streitkräfte seines Heimatlandes stieg Juris Vectirāns dort bis zum Brigadegeneral auf.

### Politiker
Nach dem Ausscheiden aus dem Militärdienst, wurde er in der Politik tätig. Im Oktober 2014 gelangte Vectirāns als Nachrücker für das Bündnis der Grünen und Bauern ins lettische Parlament (lettisch Saeima). Diesem gehörte er auch seit der Parlamentswahl in Lettland 2014 wieder an. In der Folgezeit arbeitete er in den Komitees für Verteidigung und Migration und engagierte sich im Bereich der internationalen Zusammenarbeit. Bei der Wahl 2018 verlor das Bündnis der Grünen und Bauern etwa die Hälfte seiner Sitze im Parlament. Vectirāns gehörte dabei zu denen, die ihr Abgeordnetenmandat nicht verteidigen konnten.

## Auszeichnungen
|  | Offizier des Drei-Sterne-Ordens (1995) |